# Stig Mårtensson
Stig Bertil Mårtensson (1 de fevereiro de 1923 — 1 de agosto de 2010) foi um ciclista sueco de ciclismo de estrada.

## Carreira
Mårtensson competiu nos Jogos Olímpicos de Verão de 1952 em Helsinque, onde fez parte a equipe sueca que terminou em quarto lugar no contrarrelógio por equipes. Individualmente, ficou com a décima oitava posição.